# Isaac Aguiar Tomich
Isaac Aguiar Tomich (Governador Valadares, 26 marzo 2004) è un calciatore brasiliano, attaccante del Nacional in prestito dall'Atlético Mineiro.

## Carriera
Ha giocato nel settore giovanile dell'Atlético Mineiro ed ha debuttato in prima squadra il 7 aprile 2023 nell'incontro di Coppa Libertadores perso 1-0 contro il Libertad.
Il 6 agosto 2024 è stato ceduto in prestito ai portoghesi del Nacional, dove ha trovato la prima rete da professionista il 1º settembre contro il Farense.

## Statistiche

### Presenze e reti nei club
Statistiche aggiornate al 5 ottobre 2024
| Stagione        | Squadra          | Campionato      | Campionato | Campionato | Coppe nazionali | Coppe nazionali | Coppe nazionali | Coppe continentali | Coppe continentali | Coppe continentali | Altre coppe | Altre coppe | Altre coppe | Totale | Totale | Totale |
| Stagione        | Squadra          | Comp            | Pres       | Reti       | Comp            | Pres            | Reti            | Comp               | Pres               | Reti               | Comp        | Pres        | Reti        | Pres   | Reti   |        |
| --------------- | ---------------- | --------------- | ---------- | ---------- | --------------- | --------------- | --------------- | ------------------ | ------------------ | ------------------ | ----------- | ----------- | ----------- | ------ | ------ | ------ |
| 2023            | Atlético Mineiro | M1/MG+A         | 0+1        | 0          | CB              | 1               | 0               | CL                 | 1                  | 0                  | -           | -           | -           | 3      | 0      |        |
| 2024            | Atlético Mineiro | M1/MG+A         | 1+1        | 0          | CB              | 0               | 0               | CL                 | 0                  | 0                  | -           | -           | -           | 2      | 0      |        |
| 2024-2025       | Nacional         | PL              | 5          | 1          | CP+CdL          | 0               | 0               | -                  | -                  | -                  | -           | -           | -           | 5      | 1      |        |
| Totale carriera | Totale carriera  | Totale carriera | 8          | 1          |                 | 1               | 0               |                    | 1                  | 0                  |             | -           | -           | 10     | 1      |        |

## Palmarès

### Club

#### Competizioni statali
- Campionato Mineiro: 2

Atlético Mineiro: 2023, 2024